# Півострів Кіта-Мацуура
Півострів Кіта-Мацуура (яп. 北松浦半島, きたまつうらはんとう, сімабара ханто) — півострів у Японії, в північно-західній частині острова Кюсю, на півночі префектури Нагасакі та заході префектури Саґа. Видовжений з заходу на північ. Адміністративно належить місту Імарі префектури Саґа та містам Мацуура, Хірадо й Сасебо префектури Нагасакі.